# Unión de la Nobleza del Antiguo Reyno de Mallorca
La Unión de la Nobleza del Antiguo Reyno de Mallorca es una asociación española apolítica y sin ánimo de lucro que agrupa a los nobles de los territorios del Reino de Mallorca, principalmente los de las Islas Baleares, en una unidad nobiliaria de carácter regional y, como tal, se encuentra encuadrada dentro de la Commission d'information et de liaison des associations nobles d'Europe (C.I.L.A.N.E.).

## Antecedentes históricos
Representa la continuación de las tradiciones corporativas y caballerescas de la nobleza del reino representadas por la antigua Cofradía de San Jorge (Confraria de Sant Jordi), entidad tradicionalmente aglutinadora del Estamento noble (integrado por nobles, caballeros y ciudadanos militares).
Siendo posteriormente disuelta en 1776 mediante pragmática del Carlos III de España, ante las disensiones ciudadanas derivadas de la reorganización de la Cofradía y el intento de imponer pruebas de nobleza similares a las de la Orden de Malta para su ingreso. Como compensación a la nobleza de Mallorca, el propio Carlos III constituyó la Sociedad Económica Mallorquina de Amigos del País.

## Estatutos y requisitos de ingreso
Sus estatutos de fecha 16 y 25 de febrero de 1955, si bien fueron revisados y sustituidos en fecha 31 de marzo de 1966 y siendo su última actualización registrada el 23 de mayo de 2005, recogen la finalidad de la Unión de la siguiente manera:

[..] agrupandose en ella todas las casas de la primera nobleza balear, y aspirando vayan ingresando las familias de ciudadanos e hidalgos rurales de las islas, así como aquellas Casas de la península que estén de una forma u otra ligadas con las Baleares

Para el ingreso se exige ser católico, prueba de nobleza del apellido de varonía mediante documento indubitable que acredite la pertenencia del pretendiente al estamento noble de acuerdo con las reglas y principios determinantes de dicha pertenencia antes de la Confusión de Estados de 1836 y, finalmente, la cristiandad y limpieza de sangre hasta los ocho bisabuelos inclusive.

## Órganos de Gobierno

### Primera Junta de Gobierno
Se designó al Conde de Barcelona como Jefe supremo, quedando constituida la siguiente Junta de gobierno:
- Presidente: José Cotoner y de Veri, marqués de Ariany
- Vicepresidente: Joaquín Fuster de Puigdorfila y Zaforteza, conde de Olocau.
- Consejero: Nicolás Cotoner y Gual de Torrella
- Consejero: José Quint-Zaforteza y Amat
- Consejero: Pedro Montaner y Gual, conde de Peralada
- Fiscal: Juan Miguel Zaforteza y Sureda.
- Tesorero: Rafael de Villalonga-Mir y Blanes.
- Secretario: Sebastián Feliu y Quadreny.
- Vicesecretario: Nicolás Brondo y Flórez, marqués de Bellet.

### Presidencia
| Número | Periodo   | Presidente                                | Información adicional |
| I      | 1955      | José Fernando Cotoner y de Veri           | - VII marqués de Ariany - caballero de Honor y Devoción de la Orden de Malta                                                     |
| II     | 1955-1986 | Joaquín Fuster de Puigdorfila y Zaforteza | - X conde del Olocau |
| III    | 1986-1990 | Nicolás Cotoner y Gual de Torrella        | - caballero de la Orden de Calatrava - caballero de Honor y Devoción de la Orden de Malta                                        |
| IV     | 1990-2018 | Fernando de Villalonga y Truyols          | - VII marqués de Casa Desbrull - caballero profeso de la Orden de Calatrava - caballero de Honor y Devoción de la Orden de Malta |
| V      | 2018-     | José Francisco Conrado y de Villalonga    | - caballero profeso de la Orden de Calatrava - caballero de Honor y Devoción de la Orden de Malta                                |

### Publicaciones
- Anuario de la Unión de la Nobleza del Antiguo Reyno de Mallorca. Palma: Imprenta Guasp. 1969.
- Bover, Joaquín María (1830). Nobiliario Mallorquín.. Palma: Imprenta de Pedro José Gelabert. Consultado el 27 de abril de 2019. «O quam pulchra est generatio cum claritate! inmortalis est enim memoria illius: quoniam et apud Deum nota est, et apud homines».
- Instituto Salazar y Castro, Elenco de Grandezas y Títulos Nobiliarios Españoles. Hidalguía, 2007. ISBN 8489851530
- Mateos, Ricardo: Nobleza Obliga. La Esfera de los Libros, 2006. ISBN 8497344677
- Ramis de Ayreflor y Sureda, José (1999). Alistamiento Noble de Mallorca de 1762. Madrid: E y P Libris Antiguis SL.
- Villalonga y Morell, José Francisco de (2012). Los Títulos Nobiliarios en Menorca. 22. Palma: Memòries de la Reial Acadèmia Mallorquina d’Estudis Genealògics, Heràldics i Històrics. Consultado el 4 de junio de 2020.